# Visarg
Visarg (hindsky विसर्ग, visarga), čti hindsky [visarg], v sanskrtu [visarga], je znaménko v některých indických písmech, které označuje přídech podobný hlásce ch na konci slabiky. Ve většině těchto písem visarg připomíná dvojtečku za slabikou. Jde o nesamostatný znak, který není považován za plnohodnotnou souhlásku a nemůže tvořit slabiku. Z tohoto pohledu jde tedy spíše o diakritické znaménko. Ve standardní transliteraci sanskrtu se přepisuje jako ḥ.
V sanskrtu se visarg vyslovoval jako lehce vydechnutá ozvěna předcházející samohlásky, např. शान्तिः, śāntiḥ, vyslov [śāntihi]. V moderních indických jazycích se visarg používá poměrně zřídka, většinou jen ve slovech přejatých ze sanskrtu. Příklady z hindštiny:
| दुःख  | duḥkha | smutek |
| छः   | chaḥ   | šest   |
| प्रायः | prāyaḥ | obecně |
| अतः  | ataḥ   | proto  |

## Unicode
Na počítačích je v Unicode visarg reprezentován pouze jako samostatný znak (na rozdíl od českých diakritických znamének, kde existují kódy i pro všechny potřebné kombinace základních písmen s diakritikou). Kvůli jeho podobnosti s dvojtečkou se však stává, že autoři místo něj omylem použijí znak dvojtečky z latinky. Ze stejných důvodů se také v indických písmech většinou nepoužívá dvojtečka ve funkci dvojtečky, byť některá jiná evropská interpunkční znaménka do těchto písem pronikají.
| Hex  | Dec  | Název                   | Znak |
| 0903 | 2307 | DEVANAGARI SIGN VISARGA | ः     |
| 0983 | 2435 | BENGALI SIGN VISARGA    | ঃ     |
| 0A83 | 2691 | GUJARATI SIGN VISARGA   | ઃ     |
| 0B03 | 2819 | ORIYA SIGN VISARGA      | ଃ     |
| 0B83 | 2947 | TAMIL SIGN VISARGA      | ஃ    |
| 0C03 | 3075 | TELUGU SIGN VISARGA     | ః     |
| 0C83 | 3203 | KANNADA SIGN VISARGA    | ಃ     |
| 0D03 | 3331 | MALAYALAM SIGN VISARGA  | ഃ     |